# Christoph Hagel
Christoph Hagel (* 1959 in Biberach an der Riß) ist ein deutscher Dirigent und Opernregisseur.

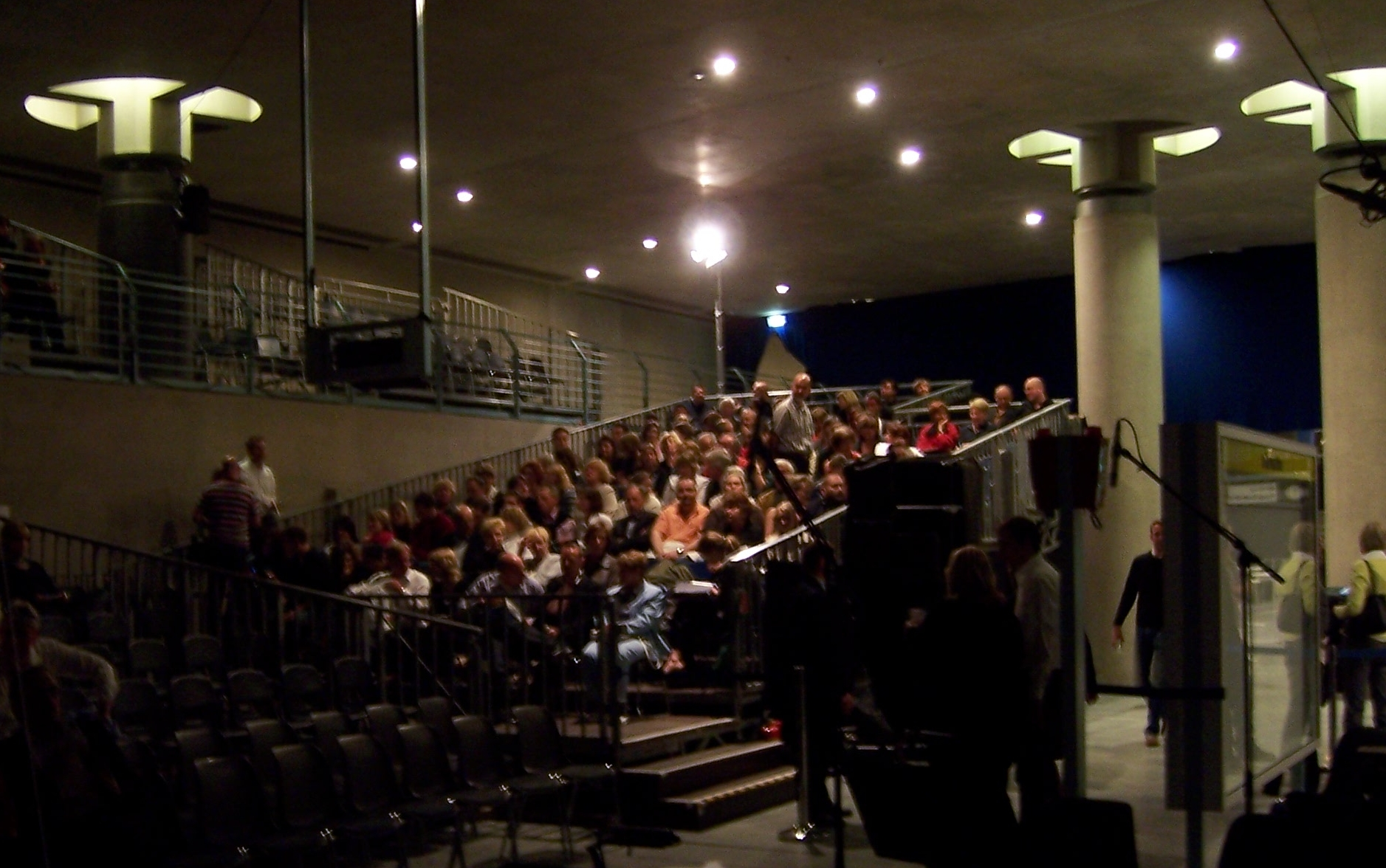
U-Bahnhof als Opern-Spielstätte

## Leben
Hagel wuchs in Baden-Württemberg auf und erhielt seine musikalische Ausbildung in Wien, München und Berlin sowie in New York City bei Leonard Bernstein und Sergiu Celibidache. Neben Engagements in Berlin war Hagel mehrere Jahre in Lateinamerika tätig, dort leitete er verschiedene Orchester in Argentinien, Kolumbien, Mexiko und Peru. Zwischen 1999 und 2001 hatte Hagel die Position des Chefdirigenten des Symphonieorchesters und Direktors des Konservatoriums von Ibagué in Kolumbien inne.
Seit 2010 arbeitet Christoph Hagel regelmäßig mit Gruppen und Genres des Urban Dance zusammen. In der Zusammenführung von Klassik und Breakdance entstanden Produktionen, die auch international erfolgreich wurden, etwa das Projekt „Flying Bach“ mit den Flying Steps, das 300.000 Zuschauer in 27 Ländern sahen und für das Christoph Hagel 2010 den Echo Klassik-Sonderpreis erhielt.
Christoph Hagel lebt in Berlin.

## Aufführungen
- Don Giovanni im E-Werk, 1997, mit Katharina Thalbach[4]
- Zirkus um Zauberflöte, 1998, mit George Tabori[5]
- Apollo und Hyacinth, 2006 zur Wiedereröffnung des Berliner Bode-Museums[6]
- Die Zauberflöte in der U-Bahn, 2008, im U-Bahnhof Bundestag der im Bau befindlichen Berliner U-Bahn-Linie 55.[7]
- Orpheus und Eurydike, 2010 im Berliner Bode-Museum.[8]
- La clemenza di Tito, 2010 im Berliner Bode-Museum.[9]
- Red Bull Flying Bach, Breakdance Crossover mit den Flying Steps, 2010 Premiere in der Neuen Nationalgalerie Berlin[10]
- Red Bull Flying Bach, Breakdance Crossover mit den Flying Steps, Auszug der Live-Aufzeichnung von der Premiere in der Neuen Nationalgalerie Berlin[11]
- Die Schöpfung, 2011 im Berliner Dom als Tanztheater[12]
- Figaros Hochzeit, 2012 im Berliner Bode-Museum[13]
- Johannes-Passion, 2013 im Berliner Dom[14]
- Breakin' Mozart, 2013[15]
- Die Werkstatt der Schmetterlinge , 2013 in Biberach als Musical[16]
- Oliver!, 2014[17]
- Beethoven! The Next Level, 2016[18]
- Die Falsche Gärtnerin, 2016 im Berliner Bode-Museum[19]
- Fuck You, Wagner!, 2016[20]
- Dancin' Carmina, 2018[21]
- Zauberflöte Reloaded, 2018[22]